# A comme Association
 (septembre 2015).
A comme Association est une série de romans pour la jeunesse écrite par Pierre Bottero et Erik L'Homme, coéditée par les éditions Gallimard Jeunesse et Rageot. Parue pour la première fois le 14 octobre 2010 avec le tome 1 « la pâle lumière des ténèbres », elle s’acheva prématurément le 12 avril 2013 avec le tome 8 « le regard brûlant des étoiles ». Le décès soudain de Pierre Bottero en novembre 2009 dans un accident de moto a obligé Erik L'Homme à terminer seul la série. Sur les 13 tomes prévus à l’origine, seuls 8 sortiront. Il était prévu jusqu’au décès de Pierre Bottero, que les auteurs écriraient les tomes en alternance, par paire : Erik écrivant le tome du point de vue de son personnage Jasper, puis Pierre du point de vue de son personnage, Ombe. À la mort de Pierre, Erik prit la décision de continuer la série avec toutefois une nuance majeure : Pierre s’étant tué en moto, ainsi mourut Ombe, laissant à Jasper le soin de continuer l’aventure seul, ou presque.
Selon la préface des romans rédigée par les auteurs, l’emploi du mot « Association » dans le titre a un triple sens : il s'agit à la fois de l’association dans l’écriture du récit, mais aussi de celle des deux auteurs et des deux éditeurs. La série est totalement distincte des univers des deux auteurs, mais des clins d’œil à leurs œuvres (et à d'autres œuvres connues) y sont néanmoins présents.

## L'Association

### Fonctionnement
L'association est une organisation secrète qui s'occupe de gérer la cohabitation entre les humains (les Normaux) et les êtres surnaturels (les Anormaux) tels que les trolls, les loup-garous, les vampires, les goules, etc. C'est à cette fin qu'elle utilise les Paranormaux, des humains possédant un pouvoir particulier, inexplicable par la science.
Si l'Association possède des implantations dans tous les coins du monde, toutes ces branches veillent farouchement à leur indépendance et répondent au Bureau international situé à Londres. Ce bureau est dirigé par Fulgence, le "Big-Boss de l'Association", qui lui ne répond à personne, de même que la MAD (Milice Anti-Démons) qui lui sert de garde personnelle.
Lorsqu'un Paranormal a été repéré par un recruteur, il est mis au courant de l'existence des Anormaux et s'il le désire, sera engagé à 15 ans, en signant un pacte avec son sang. Cela le conduira à suivre une formation sur les diverses créatures qui existent, des stages de magie, de combat, etc. et à devenir Agent stagiaire, puis éventuellement, Agent titulaire.

### Les neuf règles de l'Association
1. L'anormal et le normal n'existent pas
2. L'Association n'existe pas non plus
3. Elle n'emploie pas d'Agents
4. L'Agent a au minimum 15 ans
5. L'Agent garde secrète la nature de son travail
6. L'Agent ne révèle jamais ses talents particuliers
7. L'Agent doit se conformer strictement à sa mission
8. L'aide à un Agent en danger prime sur la mission
9. L'odeur de soufre annule la mission

## Tomes
1. La Pâle lumière des ténèbres (Erik L'Homme)
2. Les Limites obscures de la magie  (Pierre Bottero)
3. L’Étoffe fragile du monde (Erik L'Homme)
4. Le Subtil parfum du soufre (Pierre Bottero)
5. Là où les mots n'existent pas (Erik L'Homme)
6. Ce qui dort dans la nuit (Erik L'Homme)
7. Car nos cœurs sont hantés (Erik L'Homme)
8. Le regard brûlant des étoiles (Erik L'Homme)

## Personnages principaux

### Ombe Duchemin
Ombe Duchemin est le personnage de Pierre Bottero qui narre donc les tomes 2 et 4.
Âgée de 18 ans, elle possède des cheveux blonds et courts très mal coiffés, des yeux bleus, un corps sportif et est Agent stagiaire à l'Association. Elle est une orpheline originaire du Québec, où elle fut trouvée nue dans la neige, âgée de quelques mois, avec pour seul objet une gourmette sur laquelle était gravé son nom. Son talent qui lui valut d’être recrutée est d’être presque indestructible, très forte et de ne ressentir ni le froid ni la chaleur.
Elle vit en colocation avec ses deux seules amies, Lucile et Laure dans un immeuble de la rue Muad'dib après avoir rejoint la branche parisienne de l'Association.
D’un caractère fort et farouchement indépendant, elle est décrite comme impulsive. Ombe est douée en langues vivantes, et désastreuse en langues mortes, ce qui fait qu’elle parle couramment Anglais, Russe, Espagnol et Japonais, mais déteste par exemple le Latin, l’Araméen, et surtout le Quenya, langage de la magie par excellence. Elle est ainsi très très peu douée en magie et la déteste, préférant l’action aux subtilités de la sorcellerie.

### Jasper
Jasper est le personnage d'Erik L'Homme. Il est le narrateur des tomes 1, 3, 5, 6, 7 et 8. Il a 16 ans, est grand, maigre, très pâle, les yeux et les cheveux sombres et s'habille la plupart du temps en noir, ne quittant par ailleurs jamais sa sacoche qui renferme son nécessaire à magie, art dans lequel il excelle ; ce qui a attiré sur lui l'attention de l'Association. Il vient seulement d'arriver en tant qu'agent stagiaire, activité qu'il mène en parallèle de sa vie de lycéen tout à fait ordinaire.
Outre la magie, il a une parfaite maîtrise du haut elfique, du quenya et des langues mortes en général, art qu'il met à profit dans son utilisation des arcanes, qui demande l'utilisation de langues anciennes afin d'être la plus efficace possible.
Amoureux d’Ombe dans les premiers tomes, leur relation se complexifiera à la fin du tome 4 et tout au long des suivants. Elle le considère d’abord ennuyeux, lourd et maladroit avant de découvrir que la réalité était plus complexe.
Ses parents étant très souvent absents, de par leur travail (pour son père) ou leurs hobbies (pour sa mère), elle découvre que Jasper est comme elle, terriblement seul, ne trouvant un réconfort qu’auprès de ses deux seuls vrais amis (Romu et Jean-Lu), ainsi que l’Association et la magie. Ce point commun les rapprochera quand, le cœur brisé, elle cherchera auprès de Jasper un frère pour l’écouter.

### Walter
Walter est le patron de la branche française de l'association. Homme de la cinquantaine, partiellement chauve avec un début d’embonpoint, il porte toujours un assortiment de chemises et de cravates hautes en couleur. Maniaque absolu de la discrétion qu’il exige de ses agents dans chacune de leurs missions, il sait néanmoins se montrer chaleureux et même paternel.

### MlleRose
Mlle Rose est la secrétaire de Walter, presque autant directrice que lui. Cheveux gris noués en chignon, lunettes rondes cerclées en métal, tailleur si neutre qu'il en devient irréel, traits impassibles, elle est l'archétype de « l'austère secrétaire du siècle passé » comme la décrit Ombe. Elle s’occupe de gérer les missions des Agents, les relations avec le bureau international, ainsi que parfois, les bavures. Rien ne lui échappe, et il semble que toute sa vie soit dévouée à l’Association. La phrase qui la désignera pendant les quatre premiers tomes est : « Et dire que j'ai failli croire qu'elle était humaine ! ». Ombe, Jasper et sans doute la plupart des autres Agents sont convaincus qu'elle n'est pas la femme qu'elle parait être. On remarquerait effectivement qu'au fil des livres, elle dévoilera son côté « Jeanne d'arc » quand la situation devient critique.
Elle vit au-dessus des bureaux de l’Association, dans le « Club Philatéliste » (nom de couverture), et garde prisonnier dans un miroir, un démon.

### Le Sphinx
Le Sphinx est l'armurier des bureaux à Paris. Doté d’un physique de Gladiateur, le Sphinx est ainsi nommé car il élève et chérit par-dessus tout des papillons, avec pour préféré le sphinx tête de mort.
Il s’occupe d’armer les agents en fonction de leur mission, de les fournir en ingrédients magiques, sans toutefois jamais laisser transparaître la moindre émotion, à quelques exceptions près.

## Localisation
L'action se déroule à Paris ou en banlieue parisienne.

### L’Association
Le bureau de l’Association parisienne est situé au deuxième étage du 13 rue du Horla (une rue imaginaire). C’est un immeuble délabré au vestibule insalubre. Il n’y a aucun appartement au rez-de-chaussée. Au premier étage se trouve l’amicale des joueuses de bingo ; au deuxième, le bureau de l’Association — dont la porte est affublée d’un sortilège très puissant ; et au troisième le club philatéliste.
Dans l’entrée de l’Association se trouve le bureau de Mlle Rose qui lui permet de contrôler toutes les entrées et les sorties. Plus loin le bureau de Walter. L’armurerie, tenue par le Sphinx, est accessible par un ascenseur en piteux état, camouflé en placard.